# Mormonia obscurata
Mormonia obscurata är en fjärilsart som beskrevs av Arnold Spuler 1907. Mormonia obscurata ingår i släktet Mormonia och familjen nattflyn. Inga underarter finns listade i Catalogue of Life.